# Balmaseda
Balmaseda város Spanyolországban,  Bizkaia tartományban. Balmaseda Artzentales, Sopuerta, Zalla és Valle de Mena községekkel határos. Lakosainak száma 7633 fő (2024).

## Népesség
A település lakosságának változását az alábbi diagram mutatja:
| Lakosok száma | 7026 | 7117 | 7105 | 7270 | 7737 | 7829 | 7739 | 7697 | 7636 | 7633 |
|               | 2001 | 2004 | 2007 | 2009 | 2012 | 2014 | 2017 | 2019 | 2022 | 2024 |